# دش پوینت (واشینگتن)
دش پوینت (به انگلیسی: Dash Point) یک منطقهٔ مسکونی در ایالات متحده آمریکا است که در شهرستان پیرس، واشینگتن واقع شده‌است.